# Ясеновиця
Ясеновиця — річка у Вовковиському районі, Гродненська область, Білорусь. Права притока Росі (басейн Німану).

## Опис
Довжина річки 6,5 км. Формується декількома безіменними струмками та загатами. Річище упродовж 5,5 км (від села Ясеновиця до гирла) каналізоване.

## Розташування
Бере початок біля села Ясеновиця. Тече переважно на південний захід і з 1,5 км на південно-західній стороні від села Задворенці впадає у річку Рось, ліву притоку Німану.

## Цікаві факти
- У XIX столітті на річці існувало 3 водяних млинів[1].